# Ceratorhiza
Ceratorhiza é um gênero de fungo pertencente à família Ceratobasidiaceae.

## Espécies
|             | Rhizoctonia |
|             | |
| Ceratorhiza | \| \| Ceratorhiza goodyerae-repentis \| \| \| \| \| \| Ceratorhiza pernacatena \| \| \| \| \| \| Ceratorhiza decidua \| \| \| \| \| \| Ceratorhiza anacalospora \| \| \| \| |
|             | \| \| Ceratorhiza goodyerae-repentis \| \| \| \| \| \| Ceratorhiza pernacatena \| \| \| \| \| \| Ceratorhiza decidua \| \| \| \| \| \| Ceratorhiza anacalospora \| \| \| \| |
|             | Scotomyces |
|             | |
|             | Ceratobasidium |
|             | |
|             | Thanatephorus |
|             | |
|             | Moniliopsis |
|             | |
|             | Ceratoporia |
|             | |
|             | Cejpomyces |
|             | |
|             | Ceratorhiza goodyerae-repentis |
|             | |
|             | Ceratorhiza pernacatena |
|             | |
|             | Ceratorhiza decidua |
|             | |
|             | Ceratorhiza anacalospora |
|             | |

|  | Ceratorhiza goodyerae-repentis |
|  |                                |
|  | Ceratorhiza pernacatena        |
|  |                                |
|  | Ceratorhiza decidua            |
|  |                                |
|  | Ceratorhiza anacalospora       |
|  |                                |